# Lac Eagle (Californie)
Le lac Eagle (Eagle Lake, littéralement « lac de l'Aigle ») est un lac situé au nord de la Californie dans le comté de Lassen. Il s’agit du second plus grand lac naturel entièrement localisé en Californie.
Son nom provient des rapaces qui vivent dans la région comme le Pygargue à tête blanche. Le lac accueille également une sous-espèce endémique de Truite arc-en-ciel (Oncorhynchus mykiss aquilarum) et dont le nom anglophone est Eagle Lake trout. Cette espèce s’est habituée à vivre dans les eaux particulièrement alcalines du lac.